# Isonychus pauloensis
Isonychus pauloensis är en skalbaggsart som beskrevs av Frey 1970. Isonychus pauloensis ingår i släktet Isonychus och familjen Melolonthidae. Inga underarter finns listade i Catalogue of Life.